# 修羅 (そり)

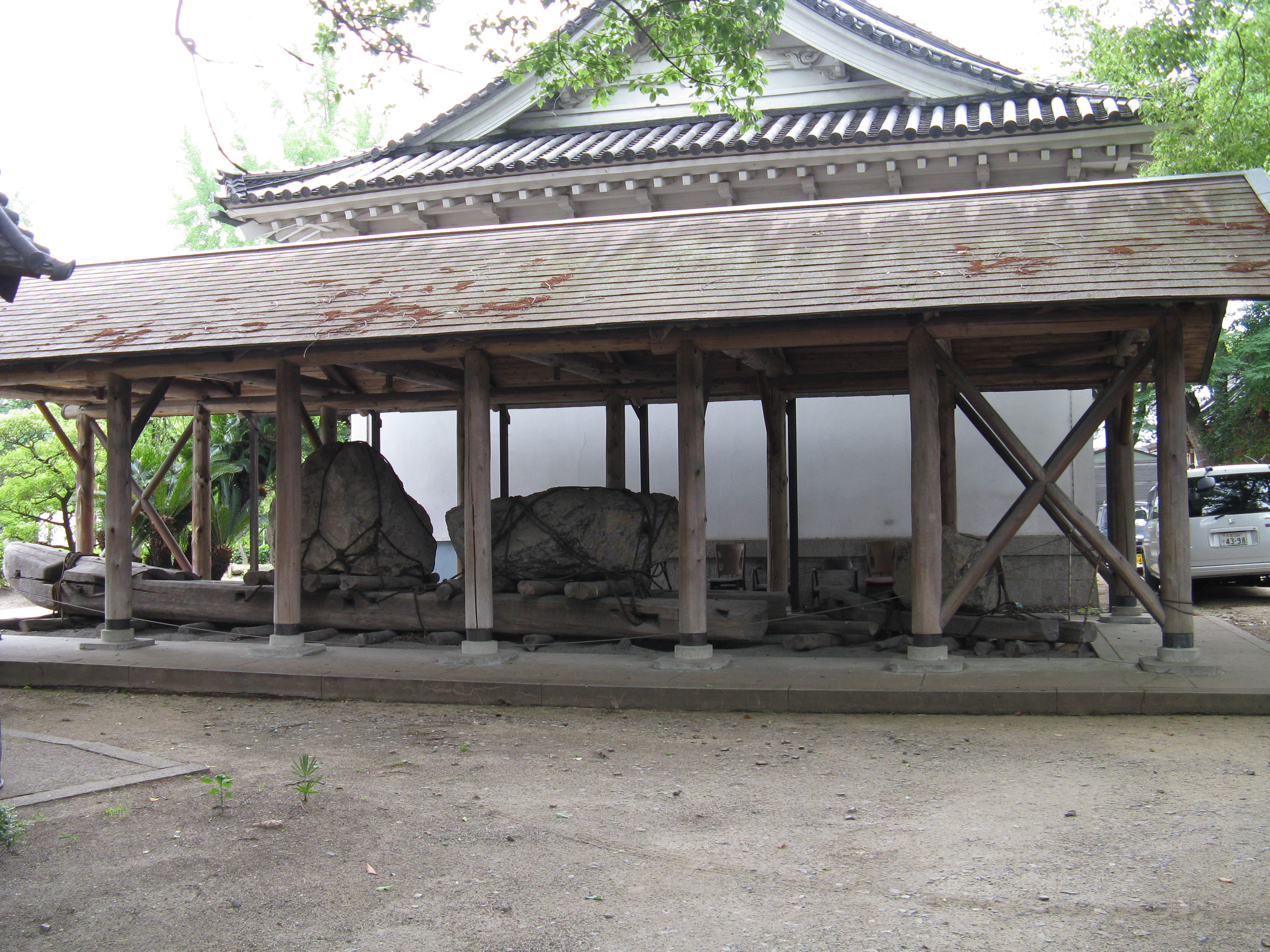
三ツ塚古墳の修羅の復元品（道明寺天満宮で保管されている）

修羅（しゅら）は、重い石材などを運搬するために用いられた木製の大型橇である。

## 概要
重機の存在しなかった時代に重いものを運ぶ重要な手段であった。コロなどの上に乗せることで、摩擦抵抗を減らすことができる。古墳時代には古墳の造営にも使用されていたと考えられているが、巨石運搬具を「修羅」と呼ぶようになったのは近世以降であり、古墳時代にこの名称は存在しない。
VないしY字型の形状をしたものが発掘されている。二股に分かれている先端部を舟の舳先のように前方へ向け、これに切り出した石を乗せ、ロープで曳く。
近世の築城の様子を描いた「駿府城築城図屏風」などには、修羅で巨石を運搬する様子が描かれている。

## 遺跡からの出土

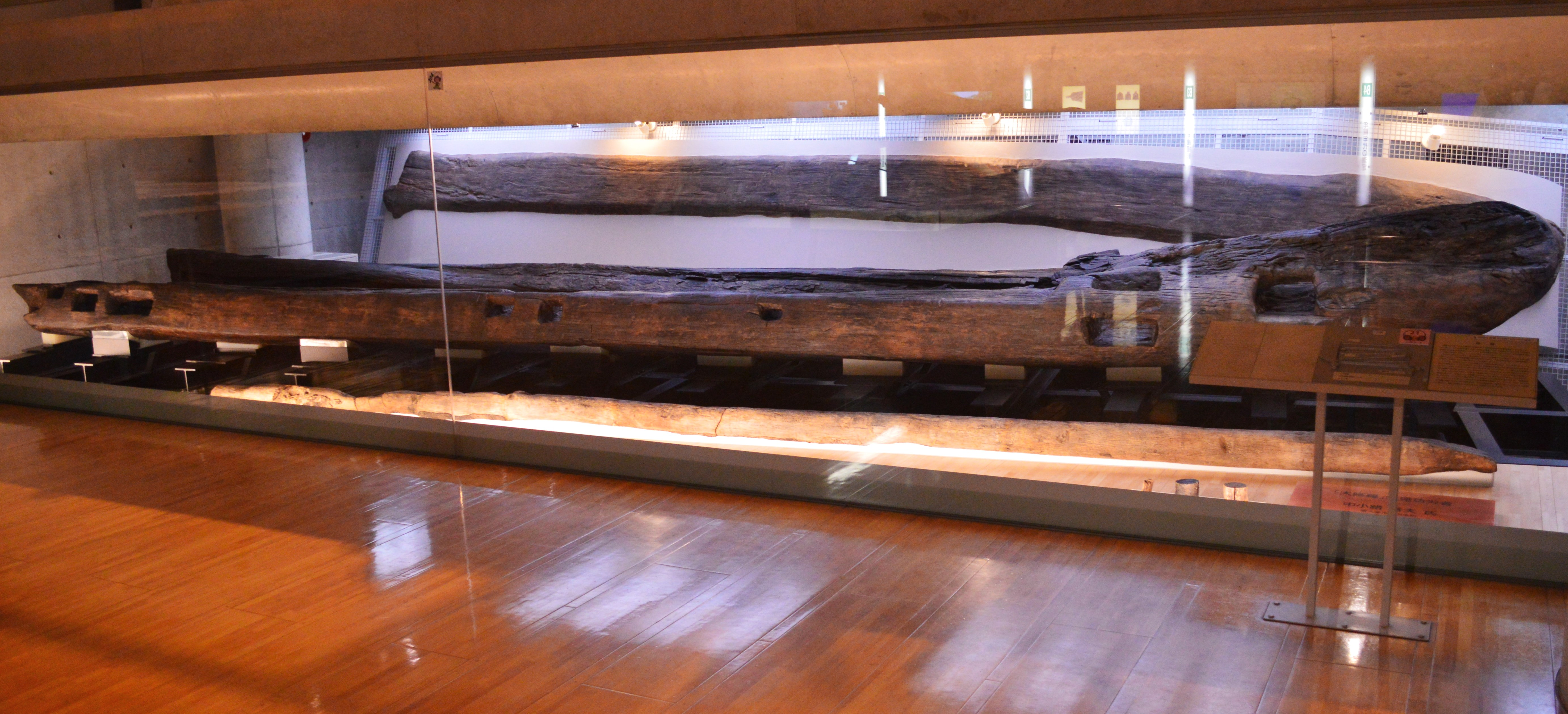
三ツ塚古墳出土 修羅（国の重要文化財）大阪府立近つ飛鳥博物館展示。

1978年3月に大阪府藤井寺市で三ツ塚古墳（道明寺六丁目）の周濠から、大小2つの修羅が出土。同年4月5日から6日にかけてマスコミで大きく報じられ、4月15日の現地説明会には12,000人余りの人々が見学に訪れた。大きい修羅（全長8.8m、幅1.9m、重さ3.2トン）はアカガシ類の木、小さい修羅（全長2.8m、幅0.7m）はクヌギ類の木でできており、いずれも二股に分かれた一木であることがわかった。これらと同時に梃子棒（長さ6.2m、直径20cm）も発見された。出土場所などから、古市古墳群の最盛期だった5世紀ごろのものと推定されている。土中の地下水によりほぼ完全な形で保存されていたが、出土とともに急速な乾燥、劣化の恐れが心配された。そのため、同年5月に（財）元興寺文化財研究所（生駒市）へと運搬され、木材に含まれる水分の代わりに水溶性樹脂のポリエチレングリコールを浸透させて固化する保存処理が行われることになった。同所には、長大な大修羅を収容できる設備はなく、この処理のために巨大な保存処理槽が新設された。
この発掘は大きな反響を呼び、同年9月3日には、朝日新聞社や考古学などの専門家によって、市内の大和川河川敷で、復元した修羅に巨石を乗せて牽引する実証実験が行われた。
大きい修羅よりも一足早く保存処理を終えた小さい修羅は1990年に「国際花と緑の博覧会」で展示された。保存処理が終わった修羅について、発掘した大阪府は、当時河南町に整備を進めていた風土記の丘に建設する博物館で展示する方針をとった。これに対して、出土地である藤井寺市と市民が反発。市長が藤井寺市に戻すよう府に要望したが認められなかった。現在、大きい修羅と梃子棒は大阪府立近つ飛鳥博物館で展示され、府から貸与された小さい修羅が市立図書館で展示されている。
その他の出土例は次の通り。
- 石本遺跡（京都府福知山市） - 修羅形木製品（ミニチュア）1基。1984年（昭和59年）出土。
- 鹿苑寺（京都府京都市） - 中世の修羅1基。1989年（平成元年）出土。
- 南古舘遺跡（福島県長沼町） - 中世の修羅1基。1988-1989年（昭和63-平成元年）出土。
- 松面古墳（千葉県木更津市） - 古墳時代の修羅片1基。2014年（平成26年）出土[3]。

## 名前の由来
大石をタイシャクと読み、それを帝釈天に引っ掛け、帝釈天を動かせるものは阿修羅すなわち修羅であると語呂合わせからきたものとされている。つまり「修羅」の語は仏教が伝来し民衆に広く行き渡ったのちに生まれたものであり、古墳時代にこの器具がいかなる語で呼ばれていたかは定かではない。